# Enamul Haque (cầu thủ bóng đá)
Enamul Haque là một cầu thủ bóng đá người Bangladesh thi đấu ở vị trí tiền đạo. Hiện tại anh thi đấu cho Muktijoddha Sangsad KC.

## Bàn thắng quốc tế cho Muktijoddha Sangsad KC
| #  | Ngày               | Địa điểm                | Đối thủ            | Tỉ số | Kết quả | Giải đấu     |
| -- | ------------------ | ----------------------- | ------------------ | ----- | ------- | ------------ |
| 1. | 6 tháng 4 năm 2005 | Sân vận động Balkanabat | Nebitçi Balkanabat | 1-0   | 1-0     | Cúp AFC 2005 |

## Bàn thắng quốc tế cho Dhaka Abahani
| #  | Ngày                | Địa điểm                          | Đối thủ       | Tỉ số | Kết quả | Giải đấu              |
| -- | ------------------- | --------------------------------- | ------------- | ----- | ------- | --------------------- |
| 1. | 12 tháng 5 năm 2010 | Sân vận động Quốc gia Bangabandhu | New Road Team | 1-0   | 2-0     | Cúp Chủ tịch AFC 2010 |
| 2. | 12 tháng 5 năm 2010 | Sân vận động Quốc gia Bangabandhu | New Road Team | 2-0   | 2-0     | Cúp Chủ tịch AFC 2010 |

## Bàn thắng quốc tế

### Olympic Team
| #  | Ngày                 | Địa điểm                          | Đối thủ          | Tỉ số | Kết quả | Giải đấu                     |
| -- | -------------------- | --------------------------------- | ---------------- | ----- | ------- | ---------------------------- |
| 1. | 1 tháng 2 năm 2010   | Sân vận động Quốc gia Bangabandhu | U-23 Bhutan      | 1-0   | 4-0     | Đại hội Thể thao Nam Á 2010  |
| 2. | 8 tháng 2 năm 2010   | Sân vận động Quốc gia Bangabandhu | U-23 Afghanistan | 2-0   | 4-0     | Đại hội Thể thao Nam Á 2010  |
| 3. | 11 tháng 11 năm 2010 | Sân vận động Huadu                | U-23 Hồng Kông   | 1-1   | 1-4     | Đại hội thể thao châu Á 2010 |

### Senior Team
| #  | Ngày                | Địa điểm                          | Đối thủ    | Tỉ số | Kết quả | Giải đấu                         |
| -- | ------------------- | --------------------------------- | ---------- | ----- | ------- | -------------------------------- |
| 1. | 26 tháng 4 năm 2009 | Sân vận động Quốc gia Bangabandhu | Campuchia  | 1-0   | 1-0     | Vòng loại Cúp Challenge AFC 2010 |
| 2. | 28 tháng 4 năm 2009 | Sân vận động Quốc gia Bangabandhu | Myanmar    | 1-0   | 1-2     | Vòng loại Cúp Challenge AFC 2010 |
| 3. | 4 tháng 12 năm 2009 | Sân vận động Quốc gia Bangabandhu | Bhutan     | 2-0   | 4-1     | Giải vô địch bóng đá Nam Á 2009  |
| 4. | 4 tháng 12 năm 2009 | Sân vận động Quốc gia Bangabandhu | Bhutan     | 3-1   | 4-1     | Giải vô địch bóng đá Nam Á 2009  |
| 5. | 8 tháng 12 năm 2009 | Sân vận động Quốc gia Bangabandhu | Sri Lanka  | 1-0   | 2-1     | Giải vô địch bóng đá Nam Á 2009  |
| 6. | 8 tháng 12 năm 2009 | Sân vận động Quốc gia Bangabandhu | Sri Lanka  | 2-1   | 2-1     | Giải vô địch bóng đá Nam Á 2009  |
| 7. | 16 tháng 2 năm 2010 | Sân vận động Sugathadasa          | Tajikistan | 1-0   | 2-1     | Cúp Challenge AFC 2010           |

## Các bàn thắng khác

### Đội tuyển quốc gia
| #  | Ngày                 | Địa điểm                          | Đối thủ          | Tỉ số | Kết quả | Giải đấu         |
| -- | -------------------- | --------------------------------- | ---------------- | ----- | ------- | ---------------- |
| 1. | 26 tháng 11 năm 2009 | Sân vận động Quốc gia Bangabandhu | Ulsan Hyundai FC | 1-1   | 1-3     | Giao hữu quốc tế |